# Kognitive Karte
Als kognitive Karte (auch mental map) bezeichnet man die mentale Repräsentation eines geographischen Raumes oder räumlich (dreidimensional) vorstellbarer logischer und sonstiger Zusammenhänge.
Dem Begriff liegt die Annahme zugrunde, dass Menschen die Information über Räume und Landschaften in landkarten-ähnliche Bilder umsetzen, so dass sich also kognitive Karten im Grunde auch zeichnen lassen.

## Forschung
Durch Experimente von E. C. Tolman (1930) lag der Schluss nahe, dass Tiere bei ihrer Erkundung im Raum nicht nur Reiz-Reaktions-Muster, sondern eine räumliche Repräsentation der Umgebung abspeichern, die logisches Schließen zulässt. Tolman entwickelte darauf aufbauend das Konzept der kognitiven Karte. Seine Befunde wurden später jedoch in Frage gestellt und konnten nicht repliziert werden.
Eine Möglichkeit kognitive Karten darzustellen, ist die Zeichnung aus dem Gedächtnis heraus. Dabei wird der Proband aufgefordert, eine Karte seiner Heimatstadt, einer anderen Region oder der Erde insgesamt aus dem Kopf heraus zu zeichnen. Hierbei zeigt sich sehr gut, in welchen Gegenden er sich auskennt (z. B. Urlaubsgebiet) und in welchen nicht.
Die Forschung entwickelte sich im weiteren Verlauf auseinander. So erforschte die Geographie vor allem die konkreten Merkmale kognitiver Karten. Dazu gehören vor allem die Arbeiten des Stadtplaners Kevin Lynch sowie der Geographen Roger M. Downs und David Stea. Sie bilden eine wesentliche Grundlage der Wahrnehmungsgeographie, die sich mit der subjektiven Wahrnehmung von Räumen auseinandersetzt.
Demgegenüber untersuchten die Kognitionswissenschaften die neurologischen Grundlagen der Orientierung im Raum. Der entscheidende Durchbruch gelang dabei 1995 dem Ehepaar Edvard Moser und May-Britt Moser, die die verantwortlichen Orientierungzellen im entorhinalen Cortex und im Hippocampus identifizierten und dafür 2014 mit dem Nobelpreis für Physiologie oder Medizin ausgezeichnet wurden. Später zeigte sich, dass die gleichen Schaltkreise auch dazu dienen, die Struktur sozialer Beziehungen zu repräsentieren.

## Merkmale kognitiver Karten
Jeder Mensch hat eine andere kognitive Karte eines Raumes, zum einen, da er sich in seinem Heimatort und in dessen Umgebung besser auskennt als in ihm fremden Gegenden; zum anderen, weil jeder Mensch aufgrund seiner individuellen Erfahrung und geistigen Verfassung seine Umwelt anders wahrnimmt.
Kognitive Karten zeichnen sich unter anderem dadurch aus, dass sie die realen Landschaften in mehrerer Hinsicht vereinfachen. Diese Merkmale treten insbesondere dann zutage, wenn Menschen aufgefordert werden, eine ihnen vertraute Landschaft als Karte zu zeichnen:
- Begradigung: „Krumme“ Landschaftsmerkmale (Flüsse, Straßen) werden in der geistigen Vorstellung begradigt.
- Rechte Winkel: Wir neigen dazu, uns Kreuzungspunkte rechtwinklig vorzustellen. Aus diesem Grund fällt es Menschen leichter, sich in rechtwinkligen Wegenetzen zu orientieren als in schiefwinkligen.
- Einnordung: Der Landschaft wird eine klare Nord-Süd-Ost-West-Ausrichtung gegeben. So stellen sich viele den Oberrheingraben als Nord-Süd-gerichtet vor, obwohl er in Wahrheit mehr einen Nordost-Südwest-Verlauf aufweist.

Außerdem ist die Welt in einer kognitiven Karte meist verzerrt: Gegenden, die man kennt, nehmen in der kognitiven Karte mehr Raum ein und sind detaillierter abgebildet als fremde Räume. Dieses Charakteristikum illustriert beispielhaft Saul Steinbergs Karikatur View of the World from 9th Avenue.
Schließlich zeichnen sich kognitive Karten dadurch aus, dass bestimmte Landschaftsmerkmale und Markierungspunkte übergroß „herausragen“.

## Bewertung
Der Begriff der kognitiven Karte wird von verschiedenen Autoren als irreführend bezeichnet, da die Vorstellung falsch sei, dass es im Gehirn eine „kartenartige“ Repräsentation der Umgebung gibt. Die Ergebnisse von Tolman und anderen lassen sich mit dem Explorationsverhalten der Ratten im Labyrinth und den dabei wirksamen Verstärkungsprozessen sparsamer erklären. Die kognitive Karte ist demnach keine nützliche Hypothese, um das Verhalten von Menschen oder Tieren im Raum zu erklären. Der Begriff sollte vermieden werden.